# Kvällstoppen (TV-program)
Kvällstoppen är ett svenskt TV-program från 2000, som visades på SVT1 i åtta delar mellan den 31 oktober och 19 december det året. Programledare var Fredrik Lindström & Per Sinding-Larsen. Det var ett humoristiskt listprogram där programledarna i varje avsnitt listade olika företeelser. Ett återkommande inslag var "The Pihl Session" där Hasse Pihl fick fritt spelrum och var en parodi på The Peel Session. År 2001 sändes även ett liveprogram på Hultsfredsfestivalen.

## Avsnitt 1 - Paketlösningar
1. Frisyrband
2. Sminkband
3. Kostymband
4. Shemales
5. Barn
6. Rollspelsband
7. Syskonband
8. Parband
9. Knarkband
10. Indianband

## Avsnitt 2 -Tyskland
1. Tysk hårdrock - Accept Scorpions Rammstein
2. Tysk neo - Kraftwerk Can
3. Tysk homo - Modern Talking Alphaville
4. Tysk mim - Boney M. Milli Vanilli
5. DDR
6. Tyska freaks
7. Tysk dans - Scooter
8. Tyska tjejer
9. Tyskt lättlyssnat - James Last Klaus Wunderlich
10. Tysk punk Nina Hagen

## Avsnitt 3 - Scenshow
1. Slå sönder
2. Mikrofon
3. Trångt
4. Eld
5. Sex
6. Ballonger
7. Anti-show
8. Rök och explosioner
9. Mooning
10. Konceptgitarr

## Avsnitt 4 - Världsförbättrare
1. Swedish Metal Aid
2. Punk
3. Lasse Berghagen
4. Irländare
5. Straight edge
6. Fredspop
7. Miljövänner
8. Michael Jackson
9. Frälsningsarmén
10. Rock mot apartheid ANC-galan

## Avsnitt 5 - De tio bästa musikstilarna
1. Scratch and rap
2. Industrirock
3. Hångel-soul
4. Power ballads
5. Ska
6. Progg
7. Dödsmetall
8. Kristen hårdrock
9. Pubrock
10. Glamrock

## Avsnitt 6 - Landskap
1. Skåne
2. Södermanland
3. Västergötland
4. Småland
5. Uppland
6. Dalarna
7. Västerbotten
8. Halland
9. Värmland
10. Gästrikland

## Avsnitt 7 - Hattar och mössor
1. Cowboyhatt
2. Beppemössa
3. Baseballkeps
4. Peter Lemarc
5. Bandana
6. Keps
7. Hög hatt
8. Inkaluva
9. Pälsmössa
10. Turban

## Avsnitt 8 - Bästa årtalet
1. Musikåret 1977
2. Musikåret 1967
3. Musikåret 1983
4. Musikåret 1991
5. Musikåret 1972
6. Musikåret 1969
7. Musikåret 1973
8. Musikåret 1994
9. Musikåret 1998
10. Musikåret 1979